# 파라노만
파라노만(Paranorman)은 2012년 개봉한 미국의 코미디 호러 애니메이션 영화이다.
포커스 피처스에 의해 2012년 8월 17일에 공식 개봉되었다.

## 줄거리
매사추세츠 주의 작은 마을 블라이스 할로우에 사는 11살 소년 노먼 밥콕은 죽은 자와 소통할 수 있는 특별한 능력을 가지고 있다. 하지만 주변 사람들은 그의 능력을 믿지 않고, 그는 가족에게서조차 외면받으며 외로운 시간을 보낸다. 그러던 중, 노먼은 학교 연극 연습 중 미치광이처럼 보이는 큰아버지 프렌더개스트로부터 마을을 지키기 위한 의식을 수행해야 한다는 말을 듣는다. 큰아버지가 갑작스럽게 심장마비로 사망하고, 노먼은 과거에 마녀로 몰려 처형당한 여자의 저주를 풀기 위해 위험한 임무에 나서게 된다.
노먼은 큰아버지의 유령으로부터 의식에 필요한 책을 찾아 해가 지기 전에 의식을 치러야 한다는 말을 듣는다. 노먼은 두려움을 느끼지만, 할머니의 격려로 용기를 내어 책을 찾아 나선다. 그러나 책은 평범한 동화책이었고, 노먼은 마을의 불량배 알빈의 방해로 의식을 제대로 수행하지 못한다. 그 결과, 마녀의 저주로 인해 무덤에서 좀비들이 깨어나고, 노먼과 친구들은 마을을 구하기 위해 고군분투하게 된다. 노먼은 마녀의 무덤을 찾기 위해 고군분투하던 중, 과거 마녀로 몰린 소녀 애기 프렌더개스트 또한 자신과 같은 매개자 능력이 있었음을 알게 된다. 오해로 인해 억울하게 처형당한 애기의 슬픔과 분노가 폭풍우를 만들어 냈던 것.
노먼은 애기의 원한을 풀기 위해 그녀의 무덤으로 향하고, 애기와 소통하며 그녀의 고통을 이해한다. 자신과 같은 아픔을 가진 노먼의 진심에 애기는 마음을 열고, 마침내 평화를 찾고 저승으로 떠난다. 애기가 사라지자 좀비들도 사라지고 마을은 평화를 되찾는다. 노먼은 마을의 영웅으로 인정받고, 가족과의 관계도 회복하며 자신의 특별한 능력을 받아들이게 된다.

## 캐스팅
- 코디 스밋 맥피 - Norman Babcock
- 터커 올브리지 - Neil Downe
- 애나 켄드릭 - Courtney Babcock
- 캐시 애플렉 - Mitch Downe
- 크리스토퍼 민츠 플래지 - Alvin
- 레슬리 맨 - Sandra Babcock
- 제프 갈린 - Perry Babcock
- 일레인 스트리치 - Grandma
- 버나드 힐 - The Judge
- 조델 펄랜드 - Aggie
- 존 굿맨 - Mr. Prenderghast
- 애리얼 윈터 - Bilthe Hollow kid